# Bobby Womack
Bobby Womack, rodným jménem Robert Dwayne Womack (4. března 1944 – 27. června 2014) byl americký zpěvák.
Jeho bratry byli zpěváci Friendly Womack, Curtis Womack, Harry Womack a Cecil Womack, se kterými tvořil skupinu The Valentinos. Od konce šedesátých let vystupoval pod svým vlastním jménem a vydal řadu alb. Roku 2012 vydal u společnosti XL Recordings album The Bravest Man in the Universe, které produkoval Damon Albarn a podíleli se na něm hosté Lana Del Rey a Gil Scott-Heron.
Spolupracoval například se skupinami The Rolling Stones a Sly & the Family Stone. Jeho písně nahrála řada hudebníků, mezi které patří například kytarista Johnny Winter, zpěvačka Janis Joplin nebo skupiny The Rolling Stones a Grateful Dead. V roce 2009 byl uveden do Rock and Roll Hall of Fame.
Zemřel v roce 2014 ve věku sedmdesáti let.